# Ніверце
Ніверце (словен. Njiverce) — поселення в общині Кидричево, Подравський регіон‎, Словенія.